# Afrique du Sud-États-Unis en rugby à XV
Cet article retrace les confrontations entre l'équipe d'Afrique du Sud de rugby à XV et l'équipe des États-Unis de rugby à XV. Les deux équipes se sont affrontées à quatre reprises dont deux fois en Coupe du monde. Les Sud-Africains ont toujours remporté les rencontres.

## Les confrontations
| No | Date              | Lieu                                   | Match                       | Score   | Compétition              |
| -- | ----------------- | -------------------------------------- | --------------------------- | ------- | ------------------------ |
| 1  | 25 septembre 1981 | Glenville États-Unis                   | États-Unis – Afrique du Sud | 7 – 38  | Test match               |
| 2  | 1er décembre 2001 | Robertson Stadium, Houston États-Unis  | États-Unis – Afrique du Sud | 20 – 43 | Test match               |
| 3  | 30 septembre 2007 | Stade de la Mosson, Montpellier France | Afrique du Sud – États-Unis | 64 – 15 | Coupe du monde (poule A) |
| 4  | 7 octobre 2015    | Stade olympique, Londres Angleterre    | Afrique du Sud – États-Unis | 64 – 0  | Coupe du monde (poule B) |